# 粕谷宏紀
粕谷 宏紀（かすや ひろき、1936年12月30日 - 2011年8月19日）は、日本の近世国文学者。専門は狂歌。

## 人物・来歴
東京生まれ。1960年日本大学文理学部国文科卒、1963年同大学院文学研究科修士課程修了。日大教育制度研究所研究員、1970年高知大学教育学部助教授、教授、1983年日本大学文理学部教授。1986年『石川雅望研究』で角川源義賞、1989年同書で日大文学博士。2007年定年退職。
日本シャーロック・ホームズ・クラブ会員（ジュリア・カールスン・ローゼンブラットほか『シャーロック・ホームズとお食事を』、野呂有子と監修・監訳、東京堂出版 2006）。

## 著書
- 『石川雅望研究』角川書店 1985.4
- 『東海道名所図会を読む』東京堂出版 1997.4

### 編纂など
- 宿屋飯盛『万代狂歌集』現代思潮社・古典文庫 1972
- 柄井川柳『誹風柳多留』6篇  社会思想社・現代教養文庫 1987.7
- 『柳多留名句選』山沢英雄選（校訂）岩波文庫（上下） 1995.8
- 『新編 川柳大辞典』東京堂出版 1995.9
- 秋里籬島『東海道名所図会』「新訂 日本名所図会集」ぺりかん社 全3巻 2001